# Miguel Abriat Cantó
Miguel Abriat Cantó (Aguadilla, Puerto Rico, 10 de octubre de 1879-Valencia, 1972) fue un militar español, teniente general del Ejército, que participó en la Guerra de Marruecos, así como también en la Guerra Civil. Posteriormente llegó a alcanzar puestos de relevancia, como gobernador militar de Cartagena y Asturias, y Capitán General de la III Región Militar.

## Biografía
Ingresó en el Ejército el 25 de agosto de 1894. Fue capitán de Infantería del Regimiento Otumba, nº49. Más tarde, siendo comandante, formó parte del profesorado de la Academia de Infantería de Toledo. Posteriormente fue coronel director de la Escuela de Tiro de Infantería de Madrid.
Durante la Guerra Civil estuvo al mando de la VI Brigada de Navarra, creada en mayo de 1937 durante la Campaña del País Vasco, la cual estaba a su vez dividida en dos agrupaciones, las de los tenientes coroneles Serrano y Mora. En diciembre de 1937, comandó la 73.ª División, perteneciente a la Agrupación de Divisiones de Guadalajara, que a su vez formaba parte del Ejército del Centro. Más tarde fue capturado por tropas del ejército republicano, estando preso en Molina de Aragón, siendo liberado cuando las tropas sublevadas entraron en la localidad.
Tras el fin de la guerra, fue gobernador militar de Cartagena (1939-1940), y Asturias, cuyo nombramiento se produjo el 23 de noviembre de 1940. Ascendido a general de brigada en 1938 y de división el 12 de julio de 1940. Asimismo fue capitán general de Valencia de 1943 a 1945.
Pasó a la reserva en 1945. Ese mismo año fue nombrado delegado del Gobierno en la Confederación Hidrográfica del Júcar, cargo que ostentaría hasta 1968. Falleció en 1972.

## Vida privada
En 1907 contrajo matrimonio con Amalia Puig.  Su hija, Carmen Abriat Puig, fue, en 1945, la primera reina en la historia de las Fiestas de la Magdalena. Fue elegida por el alcalde de la ciudad, Benjamín Fabregat, en reconocimiento a su padre, que era capitán de la Región Militar de Valencia, y que mantenía una estrecha relación con la ciudad.
Polifacético militar, era un amante de la música. Fundó una banda de música en la localidad valenciana de Cuartell.

## Crímenes durante la guerra
Bajo su mando (aunque no se puede demostrar que fuera bajo sus órdenes), dos compañías del IV Batallón de Montaña Arapiles n.º 7, entonces perteneciente a la VI Brigada de Navarra y compuesto por soldados regulares, asesinaron a 17 enfermeras del Hospital Psiquiátrico del Monasterio de Valdediós (Villaviciosa, Asturias), y a la hija de una de ellas de 15 años en la madrugada del 27 y 28 de octubre de 1937. De acuerdo con testimonios orales, las víctimas fueron previamente violadas y obligadas a cavar su propia fosa común.

## Reconocimientos
- El  2 de agosto de 1940 fue nombrado Hijo Adoptivo de Benavites, Benifairó de los Valles, Cuart, Cuartell y Faura.[17]
- Medalla de Oro de la ciudad de Castellón, así como también los títulos de Hijo Adoptivo y alcalde Honorario de dicha ciudad, cuyo nombramiento se produjo el 14 de diciembre de 1947.[18]
- Debido a su especial vínculo con la población de Morella, fue declarado Hijo Predilecto de la misma el 26 de agosto de 1945.[19]
- También fue declarado Hijo Predilecto de Valencia; sin embargo, basándose en la Ley de Memoria Histórica de España, en 2016 el Ayuntamiento de Valencia le retiró esta distinción.[20]
- El 4 de diciembre de 1948 el Ayuntamiento de Casinos le nombró Hijo Adoptivo de la localidad.Calle dedicada a Miguel Abriat en la localidad de Almácera (Valencia), actualmente renombrada como Concepción Arenal Ponte

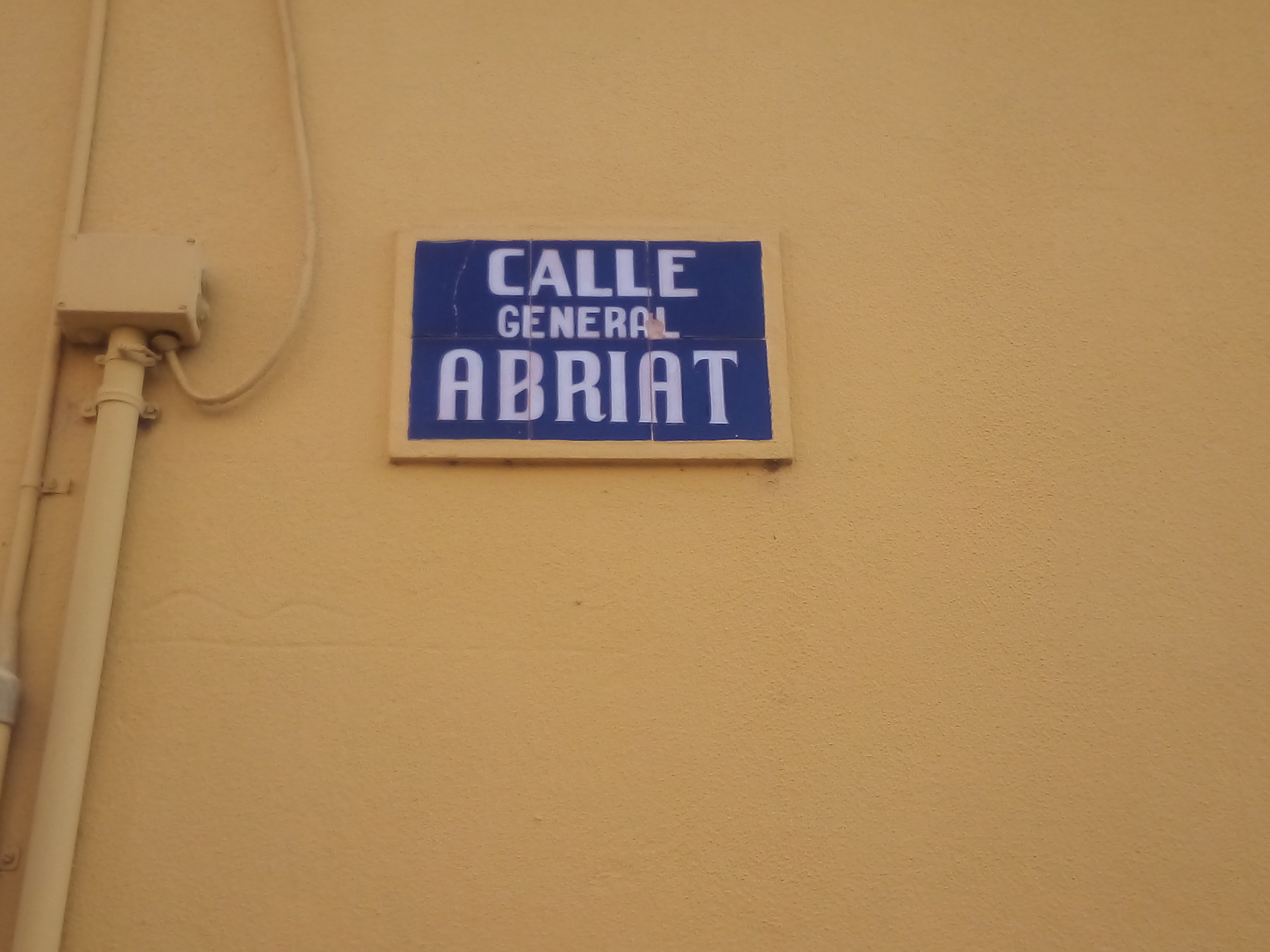
Calle dedicada a Miguel Abriat en la localidad de Almácera (Valencia), actualmente renombrada como Concepción Arenal Ponte

- Actualmente hay varias calles que honran su memoria. Están ubicadas en las localidades de Líria y Llosa de Ranes.
- También hubo una calle a su nombre en la ciudad de Castellón,[21] Cuartell, y en Almácera.
- Hay un busto como homenaje a su figura en una glorieta situada junto al Cementerio de los Ajusticiados de Tabernes Blanques.

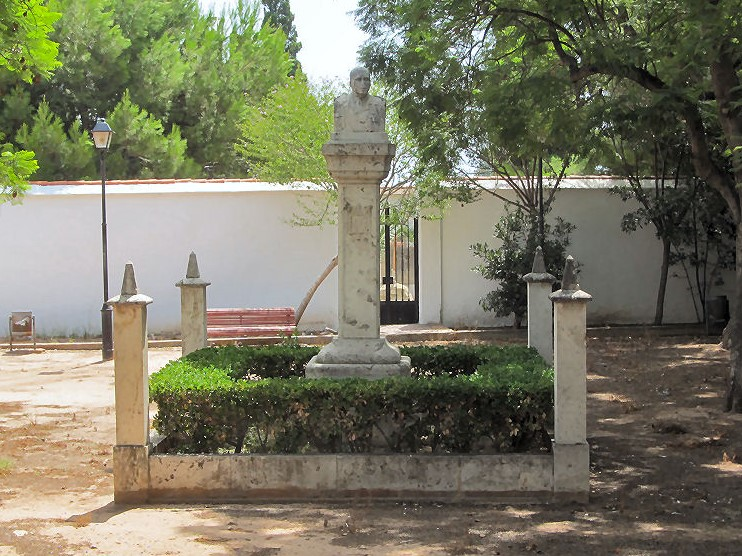
Busto del General Abriat en Tabernes Blanques.

## Condecoraciones
- Concesión de la Medalla Militar, el 15 de agosto de 1927, por su intervención al ocupar Morro Viejo, un cerro rocoso ubicado en Alhucemas.
- Estaba condecorado con la Gran Cruz de la Orden de San Hermenegildo, que le fue concedida en 1940.[22]
- El 8 de enero de 1943 fue condecorado con la Gran Cruz de la Orden del Mérito Militar, con distintivo blanco.[23]
- En agosto de 1944 recibió la Cruz de Oro de Mérito Social Penitenciario de manos del Eduardo Aunós, el entonces Ministro de Justicia.[24]

## Obras
Es autor de tres obras: Cántico apasionado, Guerra química y Junta de Aguas de la Plana